# Нюкёбинг (Морс)
Нюкёбинг (дат. Nykøbing Mors) — город в Дании, самый крупный город на острове Морс (Морсё) в Лим-фьорде. Поселение получило статус города в 1299 году. Численность населения города 9031 человек (2014). Он расположен в коммуне Морсё в области Северная Ютландия на одноименном острове, известном также как Веннсюссель-Тю/Венсюссель-Тю.
Нюкёбинг был в прошлом местом расположения монастыря Дуэхольм, который сейчас является частью Исторического музея Морсланд и находится за пределами поселения, на краю земель крикетного клуба Нюкёбинга.
Нюкёбинг — место рождения датско-норвежского писателя Акселя Сандемусе — стал прообразом вымышленного города Янте в романе этого автора «Беглец пересекает свой след» (норв. En flyktning krysser sitt spor), изданном в 1933 году.
Сёрен Ларсен и сыновья владеют верфью в Нюкёбинге, на которой в 1949 году была построена бригантина «Сёрен Ларсен».

## Известные люди, родившиеся в городе
- Мас Кристиан Хольм (1827—1892) — датский судопромышленник и судовладелец, основавший судостроительную компанию «Д/С Норден».
- Аксель Сандемусе (1899—1965) — датско-норвежский писатель.